# Copa Verde 2014
Die Copa Verde 2014 war die erste Austragung der Copa Verde, eines regionalen Fußballpokalwettbewerbs in Brasilien, der vom nationalen Fußballverband CBF organisiert wird. Mit dem Gewinn des Pokals war die Qualifikation für die Copa Sudamericana 2015 verbunden. Das Turnier wurde im KO-Modus mit Hin- und Rückspiel ausgetragen. Es startete am 11. Februar und endete am 21. April 2014.

## Teilnehmer
Die 16 Teilnehmer kamen aus den elf Bundesstaaten Acre, Amapá, Amazonas, Distrito Federal do Brasil, Espírito Santo, Mato Grosso, Mato Grosso do Sul, Pará, Rondônia, Roraima und Tocantins hatte. Die Teilnehmer waren:
| Bundesstaat        | Klub                                               | Qualifizierung          |
| ------------------ | -------------------------------------------------- | ----------------------- |
| Acre               | Plácido de Castro FC                               | Staatsmeister 2013      |
| Amapá              | Santos FC (AP)                                     | Staatsmeister 2013      |
| Amazonas           | Nacional FC (AM)                                   | Staatsmeister 2013      |
| Amazonas           | Princesa do Solimões EC                            | Vize-Staatsmeister 2013 |
| Distrito Federal   | Brasília FC                                        | Staatsmeister 2013      |
| Distrito Federal   | Brasiliense FC                                     | Vize-Staatsmeister 2013 |
| Espírito Santo     | Associação Desportiva Ferroviária Vale do Rio Doce | Staatsmeister 2013      |
| Mato Grosso        | Cuiabá EC                                          | Staatsmeister 2013      |
| Mato Grosso        | Mixto EC                                           | Vize-Staatsmeister 2013 |
| Mato Grosso do Sul | CE Nova Esperança                                  | Staatsmeister 2013      |
| Pará               | Paragominas FC                                     | Staatsmeister 2013      |
| Pará               | Paysandu SC                                        | Vize-Staatsmeister 2013 |
| Pará               | Clube do Remo                                      | 3. Staatsmeister 2013   |
| Rondônia           | Vilhena EC                                         | Staatsmeister 2013      |
| Roraima            | Náutico FC                                         | Staatsmeister 2013      |
| Tocantins          | Interporto FC                                      | Staatsmeister 2013      |

## Finalrunde

### Turnierplan
Kursiv gekennzeichnete Klubs hatten das erste Heimspiel, fehlt die Kennzeichnung hatte der Paarungssieger auch das erste Heimspiel.

|  | Erste Runde                            | Erste Runde | Erste Runde | Erste Runde | Erste Runde |  |  | Viertelfinale                          | Viertelfinale | Viertelfinale | Viertelfinale | Viertelfinale |  |                            | Halbfinale  | Halbfinale | Halbfinale | Halbfinale | Halbfinale |  |  | Finale | Finale | Finale | Finale | Finale |
|  |                                        |             |             |             |             |  |  |                                        |               |               |               |               |  |                            |             |            |            |            |            |  |  |        |        |        |        |        |
|  | Roraima                                | Náutico     | 2           | 0           | 2           |  |  |                                        |               |               |               |               |  |                            |             |            |            |            |            |  |  |        |        |        |        |        |
|  | Pará                                   | Paysandu    | 7           | 4           | 11          |  |  | Pará                                   | Paysandu      | 6             | 2             | 8             |  |                            |             |            |            |            |            |  |  |        |        |        |        |        |
|  | Amazonas (brasilianischer Bundesstaat) | Princesa    | 1           | 2           | 3           |  |  | Amazonas (brasilianischer Bundesstaat) | Princesa      | 1             | 1             | 2             |  |                            |             |            |            |            |            |  |  |        |        |        |        |        |
|  | Amapá                                  | Santos      | 0           | 2           | 2           |  |  |                                        |               |               |               |               |  | Pará                       | Paysandu    | 1          | 0          | 0          |            |  |  |        |        |        |        |        |
|  | Pará                                   | Paragominas | 1           | 2           | 3           |  |  |                                        |               |               |               |               |  | Pará                       | Remo        | 0          | 0          | 0          |            |  |  |        |        |        |        |        |
|  | Pará                                   | Remo        | 2           | 4           | 6           |  |  | Pará                                   | Remo          | 1             | 2             | 3(a)          |  |                            |             |            |            |            |            |  |  |        |        |        |        |        |
|  | Acre (Bundesstaat)                     | Plácido     | 0           | 0           | 0           |  |  | Amazonas (brasilianischer Bundesstaat) | Nacional      | 1             | 2             | 3             |  |                            |             |            |            |            |            |  |  |        |        |        |        |        |
|  | Amazonas (brasilianischer Bundesstaat) | Nacional    | 0           | 1           | 1           |  |  |                                        |               |               |               |               |  | Pará                       | Paysandu    | 2          | 1          | 3 (6)      |            |  |  |        |        |        |        |        |
|  | Tocantins                              | Interporto  | 0           | 0           | 0           |  |  |                                        |               |               |               |               |  | Distrito Federal do Brasil | Brasília    | 1          | 2          | 3 (7)      |            |  |  |        |        |        |        |        |
|  | Distrito Federal do Brasil             | Brasiliense | 2           | 2           | 4           |  |  | Distrito Federal do Brasil             | Brasiliense   | 1             | 4             | 5             |  |                            |             |            |            |            |            |  |  |        |        |        |        |        |
|  | Rondônia                               | Vilhena     | 4           | 1           | 5           |  |  | Rondônia                               | Vilhena       | 0             | 3             | 3             |  |                            |             |            |            |            |            |  |  |        |        |        |        |        |
|  | Mato Grosso                            | Mixto       | 1           | 2           | 3           |  |  |                                        |               |               |               |               |  | Distrito Federal do Brasil | Brasiliense | 2          | 0          | 2          |            |  |  |        |        |        |        |        |
|  | Distrito Federal do Brasil             | Brasília    | 0           | 2           | 2           |  |  |                                        |               |               |               |               |  | Distrito Federal do Brasil | Brasília    | 0          | 3          | 3          |            |  |  |        |        |        |        |        |
|  | Mato Grosso do Sul                     | Esperança   | 0           | 0           | 0           |  |  | Distrito Federal do Brasil             | Brasília      | 1             | 0             | 1             |  |                            |             |            |            |            |            |  |  |        |        |        |        |        |
|  | Espírito Santo                         | Desportiva  | 0           | 1           | 1           |  |  | Mato Grosso                            | Cuiabá        | 0             | 0             | 0             |  |                            |             |            |            |            |            |  |  |        |        |        |        |        |
|  | Mato Grosso                            | Cuiabá      | 0           | 2           | 2           |  |  |                                        |               |               |               |               |  |                            |             |            |            |            |            |  |  |        |        |        |        |        |

### Halbfinale
| Datum       |             | Gesamt |                | Hinspiel  | Rückspiel |
| ----------- | ----------- | ------ | -------------- | --------- | --------- |
| 16.3./23.3. | Paysandu SC | 1:0    | Clube do Remo  | 1:0 (0:0) | 0:0       |
| 23.3./26.3. | Brasília FC | 3:2    | Brasiliense FC | 0:2 (0:1) | 3:0 (1:0) |

### Finale
Nach dem Finale erhob Paysandu Einspruch. Der Klub reklamierte, dass vier Spieler von Brasília irregulär aufgestellt worden sind. In den Finalspielen wurden Rechtsverteidiger Fernando, Verteidiger Índio und Mittelfeldspieler Gilmar eingesetzt. Stürmer Igor war nur Reservespieler. Alle vier waren nicht rechtzeitig als Spieler von Brasília auf den offiziellen Spielerlisten (IBD) des CBF veröffentlicht worden. Am 18. Juni 2014 reichte der Generalstaatsanwalt des brasilianischen Sportgerichtes STJD, Alessandro Kioshi Kishino, die offizielle Beschwerde ein. Am 28. Juli 2014 verurteilte die 1. Disziplinarkommission des STJD Brasília und verlieh Paysandu den Titel der Copa Verde 2014, da  die vier Spieler bis zum Anmeldeschluss nicht in die IDB aufgenommen wurden. Es wurde Berufung eingelegt und am 27. Oktober 2014 hob das STJD-Plenum die Verurteilung auf und sprach Brasília mit 3 zu 2 Stimmen frei. Damit wurden Brasílias Titel und die Vakanz in der Copa Sudamericana 2015 bestätigt.

#### Hinspiel
| Paysandu SC                                              | Paysandu SC | Brasília FC | Brasília FC |
| -------------------------------------------------------- | --- | --- | ----------- |
| Paysandu SC                                              | \| 8. April 2014 in Belém (Pará) (Estádio Olímpico do Pará) \| \| Ergebnis: 2:1 (1:1) \| \| Zuschauer: 18.256 \| \| Schiedsrichter: Wagner Reway ( Mato Grosso) \| \| Spielbericht \|                                                                                                  | \| 8. April 2014 in Belém (Pará) (Estádio Olímpico do Pará) \| \| Ergebnis: 2:1 (1:1) \| \| Zuschauer: 18.256 \| \| Schiedsrichter: Wagner Reway ( Mato Grosso) \| \| Spielbericht \|                                                                                 | Brasília FC |
| Paysandu SC                                              | Matheus – Djalma, Charles, João Paulo, Airton – Ricardo Capanema, Zé Antônio 88., Billy – Yago Pikachu 73., Héverton 58., Lima Reserve Dennis Murillo 58., Heliton 73., Vanderson 88., Paulo Rafael, Lacerda, Pablo Santos, Leandro, Herick Murilo, Rodrigo Cheftrainer: Mazola Júnior | Artur – Tamaré 46., André, Márcio Santos, Pedro Ayub – Kaká, Matheuzinho, Clécio – Marlon 59., Gilmar Baiano 68., Alekito Reserve Fernando Costa, Indio, Fernando França 46., Natanael Gomes 69., Igor Castro, Alex 59., Daniel Vargas Cheftrainer: Luis Carlos Souza | Brasília FC |
| Paysandu SC                                              | 1:1 Héverton (14.) 2:1 Lima (53.) | 0:1 Gilmar Baiano (8.) | Brasília FC |
| Paysandu SC                                              | Ricardo Capanema (30.) | Clécio (10.), Alekito (71.), Márcio Santos (75.) | Brasília FC |
| 8. April 2014 in Belém (Pará) (Estádio Olímpico do Pará) | | |             |
| Ergebnis: 2:1 (1:1)                                      | | |             |
| Zuschauer: 18.256                                        | | |             |
| Schiedsrichter: Wagner Reway ( Mato Grosso)              | | |             |
| Spielbericht                                             | | |             |

#### Rückspiel
| Brasília FC                                                              | Brasília FC | Paysandu SC | Paysandu SC |
| ------------------------------------------------------------------------ | --- | --- | ----------- |
| Brasília FC                                                              | \| 21. April 2014 in Brasília (Estádio Nacional de Brasília Mané Garrincha) \| \| Ergebnis: 2:1 (1:0), 7:6 i. E. \| \| Zuschauer: 51.701 \| \| Schiedsrichter: Pablo dos Santos Alves ( Rio de Janeiro) \| \| Spielbericht \|                                               | \| 21. April 2014 in Brasília (Estádio Nacional de Brasília Mané Garrincha) \| \| Ergebnis: 2:1 (1:0), 7:6 i. E. \| \| Zuschauer: 51.701 \| \| Schiedsrichter: Pablo dos Santos Alves ( Rio de Janeiro) \| \| Spielbericht \|                                           | Paysandu SC |
| Brasília FC                                                              | Artur – Fernando França, André, Indio, Pedro Ayub – Kaká 79., Matheuzinho, Clécio 79. – Claudecir, Gilmar Baiano 65., Alekito Reserve Fernando Costa, Tamaré, Natanael Gomes 65., Rennan 79., Daniel Vargas, 79., Igor Castro, Brayan Araújo Cheftrainer: Luis Carlos Souza | Matheus – Yago Pikachu, Charles, João Paulo, Augusto Recife – Airton 56., Billy 42., Zé Antônio 67. – Lima, Bruninho, Djalma Reserve Paulo Rafael, Lacerda, Pablo Santos 42., Vanderson, Valderlei Araújo, Heliton 62., Leandro Carvalho 56. Cheftrainer: Mazola Júnior | Paysandu SC |
| Brasília FC                                                              | 1:0 Gilmar Baiano (39., Elfmeter) 2:0 Alekito (54.) | 2:1 Gilmar Baiano (84.) | Paysandu SC |
| Brasília FC                                                              | Elfmeterschießen | | Paysandu SC |
| Brasília FC                                                              | 0:0 Matheuzinho 1:1 Natanael Gomes 2:2 Daniel Vargas 3:3 Rennan 4:4 Claudecir 5:4 Índio 6:5 Alekito 7:6 Fernando França | 0:1 Augusto Recife 1:2 Yago Pikachu 2:3 João Paulo 3:4 Leandro Carvalho 4:4 Lima 5:5 Bruninho 6:6 Djalma 7:6 Heliton | Paysandu SC |
| Brasília FC                                                              | Alekito (41.), Pedro Ayub (71.), Natanael Gomes (90.) | Yago Pikachu (31.) | Paysandu SC |
| Brasília FC                                                              | Charles (37.) | | Paysandu SC |
| Brasília FC                                                              | Charles erhielt die rote Karte wegen absichtlichen Handspiels. | | Paysandu SC |
| 21. April 2014 in Brasília (Estádio Nacional de Brasília Mané Garrincha) | | |             |
| Ergebnis: 2:1 (1:0), 7:6 i. E.                                           | | |             |
| Zuschauer: 51.701                                                        | | |             |
| Schiedsrichter: Pablo dos Santos Alves ( Rio de Janeiro)                 | | |             |
| Spielbericht                                                             | | |             |

## Torschützenliste
| Pl. | Nat.        | Spieler            | Klub           | Tore |
| --- | ----------- | ------------------ | -------------- | ---- |
| 1   | Brasilianer | Lima               | Paysandu SC    | 7    |
| 2   | Brasilianer | Dennis Murillo     | Paysandu SC    | 3    |
|     | Brasilianer | Gilmar Baiano      | Brasília FC    | 3    |
|     | Brasilianer | Heliton            | Paysandu SC    | 3    |
|     | Brasilianer | Luiz Carlos Júnior | Brasiliense FC | 3    |
|     | Brasilianer | Max                | Clube do Remo  | 3    |